# تیومن
شهر تیومن (به روسی: Тюмень) در کشور روسیه و در اوبلاست تیومن واقع شده‌است.

## نگارخانه

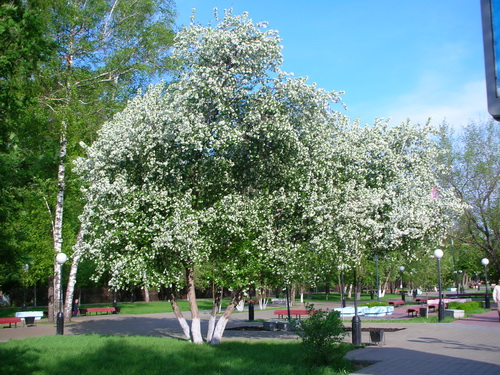
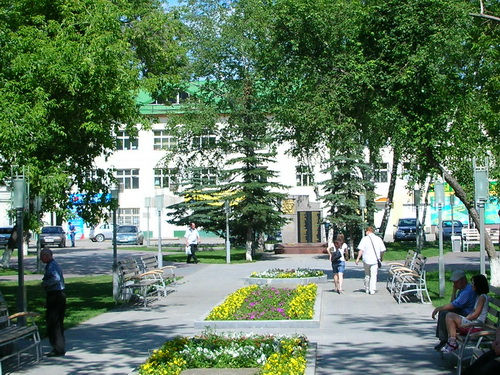
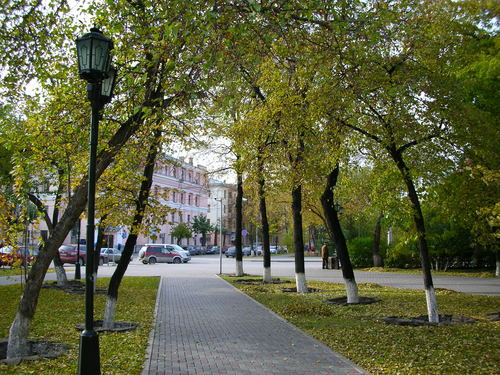
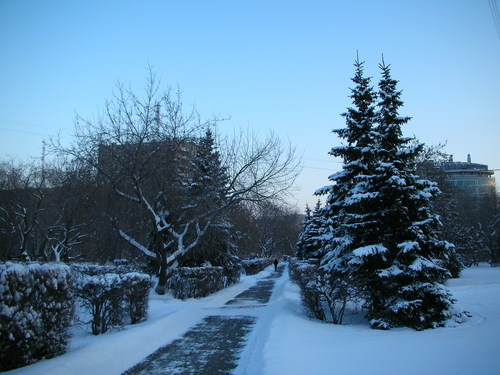